# ياسينوفاتا
ياسينوفاتا هي مدينة من مدن أوكرانيا. يبلغ عدد سكانها 37,600 نسمة وذلك حسب إحصائيات سنة 2001. تبلغ مساحتها 19 كم².